# MediHelp International
MediHelp International, broker de asigurări medicale în Europa de Sud-Est, este prezentă pe piața din România din 1999. Pe plan internațional, MediHelp este prezentă în Ungaria, Bulgaria și în Polonia, sub numele de MediSky International.
Compania MediHelp International oferă servicii de asigurare de sănătate privată cu acoperire internațională și asistență medicală.

## Istoric
MediHelp International a luat naștere în anul 1999, cu scopul de a oferi oamenilor posibilitatea de a achiziționa o asigurare privată de sănătate care să le permită accesul la servicii medicale de top. 
- 2010 - MediHelp International a început colaborarea cu BUPA Internațional.[7]
- Iunie 2012 - Lansează MediHelp Healthcare Plan[8] - plan de asigurări private de sănătate cu acoperire internațională.
- Iunie 2013 - A lansat MediHelp Accident Cover[9] - o asigurare cu primă anuală începând de la 50 euro și cu o acoperire maximă care poate ajunge până la 100.000 euro.
- Septembrie 2013 - Lansează Essential MHP - plan de asigurare cu acoperire Europeană care include toate costurile potențiale de spitalizare.
- Septembrie 2014 - MediHelp International a lansat MediHelp Superior Plan[10] care oferă cea mai mare limită de acoperire pentru o asigurare de sănătate privată.
- Aprilie 2016 - A încheiat un parteneriat cu Generali România și a lansat MediHelp International Plans[11] care oferă clienților acces la o rețea de peste 425.000 de clinici medicale private din întreaga lume.
- Martie 2017 - Este prezent pe piața din Polonia sub numele de MediSky.[12]
- Iunie 2017 - A lansat cardul oncologic NESA (NESACARD)[13] în România, o soluție pentru finanțarea investigațiilor medicale inițiale, pentru a obține suport în navigarea medicală și second opinion în cazul unui diagnostic de cancer.

## Produse/planuri de asigurare

### Planuri individuale
MediHelp International are 5 planuri individuale de asigurări private de sănătate:
1. Blue - oferă servicii de sănătate de maxim 500.000 euro în Europa.
2. Azure - oferă servicii de sănătate de maxim 1.200.000 euro în Europa.
3. Cobalt - oferă servicii de sănătate de maxim 1.500.000 euro în întreaga lume.
4. Admiral - oferă servicii de sănătate de maxim 2.000.000 euro în întreaga lume.
5. Royal - oferă servicii de sănătate de maxim 3.000.000 euro în întreaga lume.

### Planuri pentru companii
Planurile pentru companii furnizate de către MediHelp International oferă asigurare medicală la nivel mondial și includ acoperire pentru maternitate, tratamente stomatologice în caz de accident, transfer medical de urgență, evacuare și repatriere, cu acces la peste 425,000 furnizori de servicii de îngrijire medicală în toată lumea.

## Parteneriat cu Generali România
Din aprilie 2016, MediHelp International a încheiat un parteneriat cu Generali România, oferind acces clienților la o rețea de peste 425.000 de clinici private din întreaga lume, clinici partenere ale Generali Global Health.
Împreună cu Generali România, asigurarea de sănătate denumită MediHelp International Plans cuprinde 5 pachete construite pe 5 niveluri de acoperire: pachetele Blue, Azure, cu servicii medicale în Europa și pachetele Cobalt, Admiral și Royal cu servicii medicale în clinici din întreaga lume.

## Distincții
- Fastest Growing Distributor, Gala premiilor BUPA International, Iordania, 18 aprilie 2012

Premiul Fastest Growing Distributor recunoaște performanțele MediHelp International în ceea ce privește statutul de principal broker de asigurări private de sănătate din regiunea Europei Centrale și de Est.